# 300 AAC Blackout
.300 AAC Blackout (також 300 BLK або 7,62×35 мм) — гвинтівковий набій створений американським підприємством Advanced Armament Corporation (AAC) для використання в карабінах M4. Набій мав запропонувати балістичні властивості подібні до набою 7,62×39 мм та бути придатним до використання у гвинтівках на основі AR-15 зі збереженням стандартних магазинів без зменшення їхньої місткості.
В січні 2011 року набій .300 AAC BLACKOUT був стандартизований американською асоціацією виробників зброї SAAMI.

## Зброя, що використовує набій
- BT APC300
- B&T SPR300 (TS TIGAL 300) — спеціалізована снайперська гвинтівка з вбудованим глушником під набій .300 Whisper/.300 AAC Blackout. Призначена для високоточної стрільби на відстані до 150 м. Виробник заявляє, що з рівнем звукового тиску пострілу близько 121 dB A, гвинтівка «тихіша» за пневматичну.